# Церковь Святого Магнуса (Лондон)
Церковь Святого Магнуса у Лондонского моста (Сент-Магнус; англ. St. Magnus the Martyr, London Bridge) — англиканская приходская церковь у Лондонского моста (Сити) города Лондона (Великобритания); была основана в XI веке; нынешнее здание было построено в между 1671 и 1687 годами по проекту Кристофера Рена. Храм упоминается в романе Чарльза Диккенса «Оливер Твист».

## История и описание

### Первое здание
Первое здание церкви Святого Магнуса было построено в XI веке к югу от улицы Темз-стрит, у Лондонского моста, для обслуживания растущего населения данной местности. В 1067 году храм был, якобы, пожалован королём Вильгельмом I Вестминстерскому аббатству — современные исследователи полагают, что документы о дарении были подделаны Осбертом Клэрским (Osbert of Clare), приором Вестминстерского аббатства в XII веке. Существует ещё один документ, относящийся к церкви и написанный в период с 1128 по 1133 год. Во второй половине XII века контроль над храмом и приходом оспаривался между аббатом Вестминстера и приором Бермондси (Bermondsey). Дело было разрешено в королевском суде (Curia regis) 23 апреля 1182 года: доходы были разделены поровну между участниками конфликта. 14 апреля 1208 года, по совместному представлению аббата Вестминстера и приора Бермондси, епископ Лондона назначил Симона де Валенсииса (Simon de Valenciis) приходским священником.
21 ноября 1234 года пастору церкви Святого Магнуса был предоставлен земельный участок для расширения храма. Предположительно, церковь — как и в более поздние времена — выступала как придорожный храм на пути через Темзу. В 1276 году было записано, что «церковь Св. Магнуса Мученика стоит 15 фунтов стерлингов в год…». В 1417 году среди лондонских священников возник спор о том, кто должен занять почетное место среди настоятелей городских церквей во время шествия на Духов день: из претендовавших на первенство настоятелей церкви Святого Петра в Корнхилле, церкви Святого Магнуса и церкви Святого Николая (St Nicholas Cole Abbey), мэр и совет отдали позицию храму Святого Петра.
На изображения середины XVI века старая церковь Святого Магнуса похожа на сохранившийся храм Святого Эгидия в Крипплгейте. Летом 1527 года священник Томас Билни (Thomas Bilney) произнес проповедь в храме Святого Магнусе, раскритиковав недавно воздвигнутый крест как идолопоклонство. Крест Святого Магнуса — наряду с «некоторыми другими суевериями, принадлежащими той церкви» — был разрушен 16 сентября 1559 года в «бурном всплеске протестантского рвения». 5 ноября 1562 года старостам церкви было приказано разрушить все алтари храма.

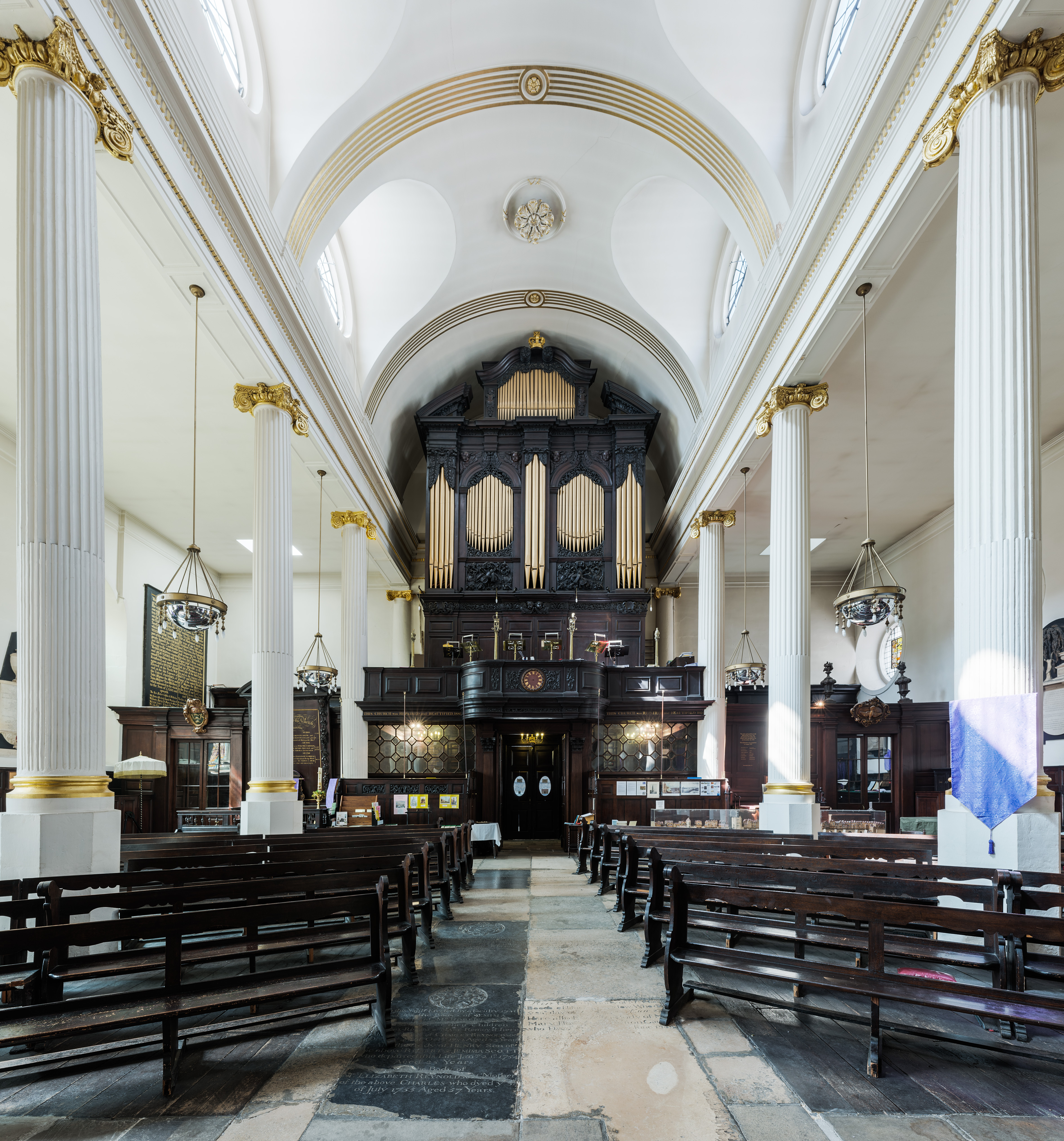
Интерьер и орган храма (2014)

### Современное здание
Церковь Святого Магнуса у Лондонского моста избежала разрушения от масштабного пожара в 1633 году. Во время Великой чумы 1665 года городские власти приказали поддерживать огонь в храмах днём и ночью — в надежде, что воздух будет очищен. В книге Даниэля Дефо «Дневник чумного года» написано, что одним из таких храмов в храм Святого Магнуса. Церковь была одним из первых зданий, разрушенных во время Великого лондонского пожара в 1666 году: здание находилось менее чем в 300 ярдах от пекарни Томаса Фарринера на улице Пудинг-лейн, где начался пожар. Приход нанял каменщика Джорджа Даудсвелла для начала работ по восстановлению в 1668 году: работы велись в период между 1671 и 1687 годами под руководством архитектора Кристофера Рена. Восстановление храма стоило более 9 579 фунтов стерлингов — это была одна из самых дорогих церквей, построенных по проектом Рена. Поскольку церковь Святой Маргариты на улице Нью-Фиш-стрит не была восстановлена после пожара, её приход был объединен с приходом Святого Магнуса.
До Великого пожара на старой башне-колокольне Святого Магнуса размещалось пять основных колоколов. После пожара из под обломков было извлечено 47 центнеров колокольного металла: в 1672 году металл был использован для отливки трёх новых колоколов в мастерской Уильяма Элдриджа из Чертси (William Eldridge of Chertsey). Ещё один колокол был отлил в том же году в мастерской Ходсона (Hodson).
Во время Второй мировой войны авиабомба, упавшая на Лондонский мост во время «Блица» 1940 года, выбила все окна и повредила штукатурку в храме. После войны 4 января 1950 года церковное здание было внесено в список памятников архитектуры первой степени (Grade I). Оно было отремонтировано в 1951 году по проекту архитектора Лоуренса Кинги и вновь открыто для богослужений в июне того же года епископом Лондона Уильямом Вандом (William Wand). Впоследствии ремонтные работы проводились ещё несколько раз, в том числе и после пожара утром 4 ноября 1995 года. Очистка наружной каменной кладки была завершена в 2010 году.